# Tinaminae
Tinaminae je potporodica tinamuovki. Ptice iz ove potporodice vrijeme uglavnom provode na tluv pa više hodaju i trče, ali za potrebu mogu poletjeti. 
Tinaminae pripadaju nadredu ptica trkačica (Palaeognathae). Evoluirale su od drevnih ptica, a nojevke i nandui (Rheiformes) su im srodnici. Žive u tropskim kišnim šumama Južni i Srednje Amerike što je netipično pticama potporodice Nothurinae. 
Postoje tri roda: Crypturellus (21 vresta), Nothocercus (3 vrste) i Tinamus (5 vrsta). Hrane se lišćem, voćem, sjemenkama, a ponekad i kukcima.